# 굴목
굴목(Ostreida)은 이매패류에 속하는 목의 하나로 굴 등을 포함하고 있다. 크게 2개 과로 이루어져 있다.

## 2010년 분류
2010년 비엘레(Bieler)와 카터(Carter) 그리고 코안(Coan)은 2010년 출판된 이매패류의 분류 체계에서, 굴목을 포함한 이매패강 분류를 개정하여, 이매패류에 관한 새로운 분류 체계를 제안했다.
- 굴상과 (Ostreoidea)
  - 주름굴과 (Gryphaeidae)
  - 굴과 (Ostreidae)